# Droga krajowa B40 (Niemcy)
Droga krajowa 40 (niem. Bundesstraße 40, B 40) – niemiecka droga krajowa przebiegająca  na osi południowy zachód północny wschód, od skrzyżowania z drogą B51 w Saarbrücken w Saarze do skrzyżowania z drogą B27 koło Fuldy w Hesji.
Droga miała ok. 285 km długości. Obecnie ok. 200 km zastąpiono autostradami.

## Miejscowości leżące przy B40

### Saara
Saarbrücken, St. Ingbert, Rohrbach.

### Nadrenia-Palatynat
Kaiserslautern, Mehlingen, Sembach, Wartenberg-Rohrbach, Lohnsfeld, Moguncja.

### Hesja
Mainz-Kastel, Hochheim am Main, Wicker, Weilbach, Frankfurt nad Menem, Erlensee, Neuhof.

## Historia
Pierwszy fragment utwardzonej szosy wybudowano pomiędzy Frankfurtem i Mainz w 1750 r. Kolejnym odcinkiem oddanym do użytku był od 1764 r. fragment pomiędzy Frankfurtem a Fuldą. Ostatnim fragmentem, oddanym w latach 1806-1811, był odcinek Kaiserslautern - Mainz, który połączył Paryż z Moguncją.
W 1932 oznakowana jako Reichsstrasse 40.